# Pietro Secchia
Pietro Secchia (Occhieppo Superiore, 19 dicembre 1903 – Roma, 7 luglio 1973) è stato un politico e antifascista italiano, importante dirigente e storico memorialista del Partito Comunista Italiano.

## Biografia

### Dagli inizi alla Resistenza antifascista
Nacque il 19 dicembre 1903 a Occhieppo Superiore, un piccolo centro in provincia di Biella, primo di due figli in una famiglia operaia (il padre era un militante del Partito Socialista Italiano), Pietro Secchia frequentò brillantemente il liceo classico, ma per la sua povertà fu ben presto costretto a cercarsi un lavoro: già nel 1917 fu assunto come impiegato per poi divenire operaio in un'industria laniera.
Nel 1919 s'iscrisse alla Federazione Giovanile Socialista Italiana, l'organizzazione giovanile del Partito Socialista Italiano, e con essa partecipò agli scioperi del biennio rosso (1919-1920). Nell'agosto del 1922 aderì allo sciopero legalitario contro il governo Facta: fu per questo licenziato e in seguito si scontrò insieme ai suoi compagni con un gruppo di fascisti, scontro nel quale ebbero la peggio. All'impegno sindacale, intanto, aveva aggiunto quello politico: nel 1921 aderì al nuovo Partito Comunista d'Italia, di cui nel 1928 divenne membro del Comitato centrale.
Per aver manifestato pubblicamente la sua avversione verso Benito Mussolini e il suo regime, fu arrestato nell'aprile del 1931 e, nel febbraio 1932, condannato a diciassette anni e nove mesi di reclusione dal Tribunale Speciale. Sempre del 1931 è il suo volume La lotta della gioventù proletaria contro il fascismo, pubblicato a Berlino a cura dell'Internazionale giovanile comunista.
Amnistiato, nel 1936 fu inviato al confino nell'isola di Ponza e poi a Ventotene. Dopo l'arresto di Mussolini e la caduta del regime, il 19 agosto 1943 fu liberato, insieme con gli altri detenuti e confinati politici, con un provvedimento del governo Badoglio. Il provvedimento, inizialmente più restrittivo, era stato poi esteso, fino a comprendere anche i carcerati comunisti e anarchici, per le pressioni degli esponenti dei partiti antifascisti.
Tornato in libertà, partecipò alla Resistenza entrando a far parte, con Luigi Longo, Gian Carlo Pajetta, Giorgio Amendola e Antonio Carini, del Comando generale delle Brigate d'assalto Garibaldi e fu autore di molti articoli pubblicati sui giornali La nostra lotta, Il Combattente, l'Unità, raccolti successivamente, nel 1954, nel volume I comunisti e l'insurrezione.
Pur sostenendo una politica rivoluzionaria che preparasse la prospettiva di un'insurrezione armata, come Longo e altri partigiani comunisti, aderì nel 1944 alla cosiddetta "svolta di Salerno" di Palmiro Togliatti, che spinse il PCI alla collaborazione con gli altri partiti antifascisti e con le istituzioni del Regno del Sud.

### Dal dopoguerra al 1973

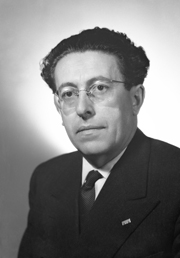
Secchia durante la I legislatura, 1948

Nel febbraio del 1948, in seguito al VI Congresso Nazionale del PCI, fu eletto Vicesegretario Generale, carica che mantenne fino al 1955. Nel 1946 fu deputato all'Assemblea Costituente e nel 1948 fu eletto senatore nelle file del Fronte Democratico Popolare e tale rimase fino alla morte.
Dal 1946 al 1954 fu anche il responsabile dell'organizzazione e del settore Propaganda del partito: durante la sua gestione, il PCI toccò il massimo numero di iscritti della sua storia, superando il tetto dei due milioni, risultato mai più raggiunto. In tale veste mantenne un certo controllo dell'intero apparato del partito e anche di quello che gli avversari politici, in seguito, definirono il "parapartito", una struttura clandestina formata da nuclei di ex partigiani, sospettati di essere spesso ancora in possesso delle armi non consegnate dopo la Liberazione e pronti allo scontro armato, nell'eventualità di un colpo di Stato di destra in chiave anticomunista. Il "parapartito" avrebbe agito in forma più aperta in occasione dell'attentato a Togliatti del 1948, ma l'assenza di concrete prospettive insurrezionali, manifestatasi in quella circostanza, avrebbe poi portato al declino e infine alla scomparsa della struttura, della cui reale esistenza però non si sono mai avute prove certe.

Secchia con Palmiro Togliatti

Spesso non in linea con la politica di Togliatti e considerato, a volte, come sua possibile alternativa, nel 1954 la sua posizione all'interno del partito si cominciò a indebolire: fu infatti prima affiancato e poi sostituito da Giorgio Amendola nella direzione organizzativa. Secchia e altri elementi vennero così progressivamente emarginati, formalmente per una politica di "rinnovamento", in realtà per far perdere potere e influenza nel partito agli esponenti meno propensi ad attuare politiche "riformiste" e di accomodamento (mentre continuava la cosiddetta "conventio ad excludendum", che di fatto rendeva impossibile l'ingresso nelle coalizioni politiche dei partiti considerati dalla DC e dai suoi alleati "estremisti", ovvero il PCI, che pure rappresentava larghe masse, e il MSI, formazione di destra che si rifaceva al ventennio mussoliniano). Inoltre, elemento da non sottovalutare, la scomparsa di Stalin e la denuncia del XX Congresso del PCUS avevano reso particolarmente scomoda la posizione delle componenti che erano legate a una visione più organicamente leninista (delle quali Secchia era l'esponente di punta) sia nel partito, sia nell'ambito più vasto dell'elettorato del PCI, che vedeva minato il mito dell'URSS e di Stalin, e con essi, coloro che più di tutti ne rivendicavano un legame politico-ideale. Il declino di Secchia fu acuito, nel luglio dello stesso anno, dalla "fuga con la cassa" e dalla sottrazione di alcuni documenti segreti del PCI da parte di uno dei suoi principali collaboratori, Giulio Seniga.
L'episodio segnò la sua definitiva sparizione da incarichi di rilievo nazionale: costretto ad abbandonare la responsabilità dell'organizzazione nazionale, venne nominato responsabile, dal 1955 all'inizio del 1957, della segreteria regionale lombarda. Diresse successivamente, sino alla fine del 1962, l'attività editoriale del partito.
Dalla fine degli anni sessanta si dedicò molto alla politica internazionale, lottò per l'emancipazione e l'indipendenza dell'Africa: visitò Egitto e Siria nel luglio-agosto del 1967, l'Africa settentrionale nell'ottobre-novembre dello stesso anno; la Giordania e ancora la Siria nel dicembre del 1969; il Sudan, l'Etiopia e la Somalia nell'ottobre del 1971. Nel gennaio 1972 volò in Cile, dove sostenne il governo progressista di Salvador Allende: fu l'ultimo dirigente occidentale a visitare la nazione latino-americana prima dell'avvento della dittatura di Augusto Pinochet. Al suo ritorno in Italia fu colto da una malattia che lo tenne tra la vita e la morte per qualche mese. La natura incerta del male indusse Secchia, sebbene non ne avesse le prove, a ritenere di essere stato avvelenato dalla CIA. Ormai debilitato, morì nel luglio del 1973.

## Posizioni politiche
Internazionalista convinto, è usualmente indicato come uno dei maggiori esponenti della "linea dura" e rivoluzionaria, che considerava la lotta armata come possibile strumento politico: in effetti egli rappresentò quella parte della classe dirigente del PCI che non intendeva collaborare con la Democrazia Cristiana e le altre formazioni politiche da lui ritenute borghesi.
Nei suoi ultimi anni suggerì al partito di aprirsi ai movimenti, che a partire dal 1968 si andavano organizzando in modo spontaneo e tumultuoso, per offrire uno sbocco politico all'energia rivoluzionaria delle masse giovanili. Nei suoi scritti e discorsi vi è costantemente una critica verso posizioni settarie ed estremiste considerate velleitarie e controproducenti.

## Lavoro editoriale
Autore di numerose opere storiche sul PCI, fu il curatore degli Annali dell'Istituto Feltrinelli, dedicati alla storia del movimento operaio italiano, e co-curatore della corposa Enciclopedia dell'Antifascismo e della Resistenza.
Negli ultimi anni, Secchia si dedicò alla scrittura della storia dei comunisti italiani negli anni del fascismo e della Resistenza, condividendo la critica che i movimenti giovanili sorti all'indomani del Sessantotto muovevano alle rappresentazioni ufficiali. Nel volume Il Partito comunista italiano e la guerra di Liberazione 1943-1945, edito nel 1971 negli Annali, la Resistenza italiana viene definita, oltre che una guerra di liberazione nazionale contro l'invasore tedesco, una guerra civile e di classe. Tale interpretazione si sarebbe affermata in storiografia solo negli anni novanta, a seguito di un dibattito sollevato dallo storico Claudio Pavone nella seconda metà degli anni ottanta, non senza contrasti da parte di diversi esponenti del PCI.
Nello stesso volume, Secchia critica le rappresentazioni della Resistenza come un grande movimento a cui avrebbe partecipato tutto il popolo italiano e a cui avrebbero contribuito in egual misura tutte le forze democratiche, affermando con forza che il maggiore contributo giunse dal PCI quale avanguardia della classe operaia. Inoltre, pur rimarcando la grande importanza politica e culturale della lotta partigiana, polemizza con coloro che «sono stati spinti a fare della Resistenza una specie di epopea mitologica e miracolosa che avrebbe avuto la capacità di liberare l'Italia e di attuare tutto quello che le avanguardie più coscienti desideravano od avrebbero desiderato. Sino a dimenticare che in Italia i tedeschi furono battuti dalle divisioni anglo-americane, che alla guerra di liberazione i partigiani portarono un notevole e valido contributo ma non furono la forza decisiva, tant'è che nell'Italia occupata dai tedeschi, ed anche nel Nord, l'insurrezione poté compiersi non più di quarantotto ore prima che vi giungessero le truppe anglo-americane».

## Opere

### Scritti, discorsi e opere di Pietro Secchia
Tra le sue opere si segnalano in particolare:
- La lotta della gioventù proletaria contro il fascismo, Edizioni della Federazione Giovanile Comunista d'Italia, Berlino 1930, reprint Teti, Milano 1975.
- L'insurrezione del nord. Rapporto tenuto ai quadri dell'organizzazione di Roma il 24 giugno 1945, Società editrice "l'Unità", Roma 1945.
- Che cos'è la consulta, Edizioni di "Vita nuova", Biella 1945.
- Migliorare il lavoro di partito, Società editrice "l'Unità", Roma 1946.
- Il partito della rinascita. Rapporto alla Conferenza nazionale d'organizzazione del Partito comunista italiano. Firenze, 6-10 gennaio 1947, U.E.S.I.S.A., Roma 1947.
- Per una sana amministrazione. Con prefazione di Pietro Secchia, Tip. La Stampa Moderna, Roma 1948.
- Più forti i quadri, migliore l'organizzazione. Intervento al VI Congresso del P. C. I. Gennaio 1948, Tip. La Stampa Moderna, Roma 1948.
- Lo sciopero del 14 luglio, CDS, Roma 1948.
- L'avvenire e nelle mani della gioventù, Tip. La Stampa Moderna, Roma 1949.
- Lenin e il partito comunista italiano, Torino 1949.
- Il partito forza decisiva per fare avanzare la democrazia. Rapporto al Comitato centrale del 25-7-1949, CDS, Roma 1949.
- La resistenza accusa.... Discorso pronunciato al Senato della Repubblica il 28 ottobre 1949, ANPI, Roma 1949.
- Fronte unico della gioventù. Discorso tenuto dal compagno Pietro Secchia al congresso della Federazione giovanile comunista di Bologna il 19 febbraio 1950, Gioventù nuova, Roma 1950.
- Nazionalismo borghese e patriottismo proletario. Estratto dal discorso di P. S. al Congresso della federazione comunista di Novara il 4 febbraio 1951, Tip. La Stampa Moderna, Roma 1951.
- Organizzare il popolo per conquistare la pace. Intervento al VII Congresso nazionale del Partito comunista italiano, Roma, 4 aprile 1951, Edizioni di cultura sociale, Roma 1951.
- Uniamoci contro il governo che calpesta la Costituzione e disonora l'Italia. Discorso pronunciato al Senato della Repubblica il 25 ottobre 1951, sul bilancio del Ministero degli Interni, CDS, Roma 1951.
- Una grande svolta, in Voce del Mezzogiorno, nr.8, 1951
- Il capogruppo anello principale dell'organizzazione e della vita del partito. Convegno dei capigruppo della città di Firenze, 4 novembre 1951, Tip. La Stampa Moderna, Roma 1951.
- La democrazia sovietica. Conferenza tenuta a Siena l'11 novembre celebrando il 34º anniversario della rivoluzione socialista d'ottobre, 1951.
- Per la gioventù per l'Italia per il socialismo. Rapporto di Enrico Berlinguer e discorso di Pietro Secchia al Comitato Centrale della FGCI per la preparazione del XIII Congresso Nazionale, Gioventù nuova, Roma 1952.
- Rafforzare il Partito con una migliore politica amministrativa. Rapporto di Egisto Cappellini e discorso di Pietro Secchia al II Convegno nazionale degli amministratori di Federazione. Roma, 18-19 novembre 1952, La stampa moderna, Roma 1952.
- Che cosa vogliono i comunisti? Impedire la truffa elettorale, difendere la Costituzione, salvare l'Italia. Discorso pronunciato a Foggia il 30 novembre 1952 in occasione della campagna per il tesseramento e reclutamento al partito, Roma 1952.
- Ilio Barontini, Otello Frangioni, Leonardo Leonardi, federazione comunista livornese, Livorno 1952.
- Più forte il Partito comunista alla testa dei lavoratori per salvare la democrazia e la pace. Intervento al convegno della Federazione romana del Partito comunista italiano sui problemi di organizzazione del 25-26 ottobre 1952, Commissione stampa e propaganda della Federazione romana del P.C.I., Roma 1953.
- Le lotte del popolo per il suffragio universale. Discorso tenuto il 18 gennaio 1953 al cinema Impero di Biella, 1953.
- L'Italia non può tornare e non tornerà indietro. Discorso pronunciato al Senato il 13 marzo 1953, Federazione comunista milanese, Milano 1953.
- La lotta per la libertà, la pace e la Costituzione. Discorso pronunciato al Senato della Repubblica nella seduta del 13 marzo 1953, Tip. del Senato del dott. G. Bardi, Roma 1953.
- La nostra lotta per la libertà e la pace e la Costituzione. Discorso pronunciato al Senato il 13 marzo 1953, SETI, Roma 1953.
- La decisione spetta al popolo italiano. (In difesa delle mondine contro il progetto elettorale). Discorso pronunciato al Senato della Repubblica nella seduta del 26 marzo 1953, Tip. del Senato del dott. G. Bardi, Roma 1953.
- I candidati nostri e quelli loro. Intervento al Consiglio nazionale del PCI, 15-17 aprile 1953, 1953.
- Le parole e i fatti del governo Pella. Discorso pronunciato al Senato della repubblica nella seduta del 21 agosto 1953, Tipografia del Senato, Roma 1953.
- L'ideale della gioventù. Conferenza tenuta a Roma al Teatro Adriano in occasione dell'apertura della Campagna del Tesseramento della FGCI 1954, Roma 1953.
- I comunisti e l'insurrezione. 1943-1945, Edizioni di cultura sociale, Roma 1954.
- Il Monte Rosa è sceso a Milano, con Cino Moscatelli, Torino, Einaudi, 1958.
- Capitalismo e classe operaia nel centro laniero d'Italia, Roma, Editori Riuniti, 1958.
- La Resistenza e gli alleati, con Filippo Frassati, Milano, Feltrinelli, 1962.
- Aldo dice 26X1. Cronistoria del 25 aprile 1945, ivi, 1963.
- Storia della Resistenza, con Filippo Frassati, Roma, Editori Riuniti, 1965.
- L'azione svolta dal Partito comunista in Italia durante il fascismo 1926-1932, Annali dell'Istituto Giangiacomo Feltrinelli, XI (1969), Milano, Feltrinelli, 1970.
- Le armi del fascismo, ivi, 1971.
- Il Partito comunista italiano e la guerra di Liberazione 1943-1945. Ricordi, documenti inediti e testimonianze, in Annali dell'Istituto Giangiacomo Feltrinelli, XIII (1971), Milano, Feltrinelli, 1973.
- direzione con Enzo Nizza dei primi due volumi dell'Enciclopedia dell'Antifascismo e della Resistenza, Milano, La Pietra, 1968 e 1971.
- Riccardo Di Donato (a cura di), Compagni e amici. Lettere di Ernesto de Martino e Pietro Secchia, La nuova Italia, Scandicci 1993.
- Ferdinando Dubla (a cura di),I quadri e le masse (1947/1949). Per un partito comunista radicato nel popolo, Laboratorio politico, Napoli 1996.
- Il partito, le masse e l'assalto al cielo. Scritti scelti di Pietro Secchia, La città del sole, Napoli 2006.

Vanno annoverate tra le opere anche le due raccolte postume ma impostate dallo stesso Secchia:
- Lotta antifascista e giovani generazioni, ivi, 1973.
- La Resistenza accusa 1945-1973, Milano, Mazzotta, 1973.

e la antologia di scritti e articoli Chi sono i comunisti. Partito e masse nella vita nazionale 1948-1970, a cura e con prefazione di Ambrogio Donini, Milano, Mazzotta, 1977.

### Articoli di stampa
- Ambrogio Donini, Sull'Archivio Secchia, intervista a cura di Gianni Corbi, L'Espresso, 19 febbraio 1978
- Leo Valiani, Una testimonianza sul caso Secchia e sul lungo dissenso con Togliatti, Corriere della Sera, 19 febbraio 1978
- Renzo Di Rienzo, Caso Secchia: ecco il famoso rapporto, L'Espresso, 5 marzo 1978
- AA.VV., Pietro Secchia: un protagonista dell'antifascismo italiano, in L'impegno, a.III, n. 3, settembre 1983.
- Marco Albeltaro, La figura politica di Pietro Secchia, in Il Calendario del Popolo, a. 61, n. 711.
- Marco Albeltaro, Una lettera inedita di Pietro Secchia su Engels, in Il Calendario del Popolo, a. 61, n. 713.
- Ferdinando Dubla, A sinistra di Togliatti: P.Secchia (1944/1954), in Il Calendario del Popolo, n.582,dicembre 1994.
- Ferdinando Dubla, Pietro Secchia e il PCI come strumento pedagogico per l'egemonia, in L'Ernesto, n.1/2, 2011.
- Ferdinando Dubla, La libertà dell'intellettuale, la necessità del Partito - i temi della corrispondenza tra l’antropologo e filosofo Ernesto de Martino e il dirigente comunista Pietro Secchia, in Cumpanis, 2020, riprodotto in Academia.edu
- Angelo D'Orsi, Tra storia e politica. Pietro Secchia, antifascista e comunista, in Avvenimenti, n.17 (29 aprile-5 maggio), 2005
- Marco Albeltaro, Pietro Secchia, i giovani e il valore dell'esempio nell'esperienza formativa, in L'impegno, a. XXVII, n.s., n. 1, giugno 2007, pp. 55–70.
- Marco Albeltaro, Pietro Secchia e il Sessantotto. Appunti a uno scritto inedito, in le classi, la storia, a.I (2009), n. 1, pp. 43–58.
- Enzo Collotti, Luigi Cortesi e l'archivio Secchia ovvero come si monta un «caso» inesistente in Noterelle e Schermaglie di «Belfagor», 1980, n. 2

### Convegni
- Convegno La figura di Pietro Secchia nella storia del comunismo italiano, Carrara, 25 ottobre 2002, interventi Ferdinando Dubla, Angiolo Gracci, su Lavoro Politico nr.6/2002
- Convegno La Resistenza accusa, Torino, 16 aprile 2005, resoconto interventi
- Convegno La Resistenza dimenticata, organizzato dai "Nuovi Partigiani della Pace", Biella, 1º luglio 2006
- Convegno Pietro Secchia. Attualità di una proposta di lotta per la democrazia progressiva, Fermo, 7 dicembre 2010 -- report